# Greencastle (ort i Irland)
Greencastle är en ort i republiken Irland.   Den ligger i grevskapet County Donegal och provinsen Ulster, i den norra delen av landet, 210 km norr om huvudstaden Dublin. Antalet invånare är 817.
Terrängen runt Greencastle är huvudsakligen kuperad, men åt sydväst är den platt. Havet är nära Greencastle åt sydost. Runt Greencastle är det ganska glesbefolkat, med 29 invånare per kvadratkilometer. Närmaste större samhälle är Carndonagh, 18,8 km väster om Greencastle. 